# 賈龍
賈龍  （？—191年），蜀郡人，漢末年人物，益州從事，官至校尉。

## 生平
中平五年（188年），益州人馬相及趙祗以黃巾軍名義於緜竹糾眾起兵，於一兩天內就在當地聚集了萬多人，並接著侵擾並破壞廣漢郡、蜀郡及犍為郡三郡，先後殺害緜竹令李升、益州刺史郤儉及巴郡太守趙部，馬相更自稱“天子”。賈龍於是領數百人進駐犍為郡東界，招集當地吏人至千人後發動進攻，大破馬相與其屬下趙祗，平滅了其勢力。當時劉焉已受命為益州牧，賈龍於是迎劉焉入蜀後來派吏卒迎接劉焉，轉為校尉。
劉焉入蜀後移治綿竹，實行措施安撫當地，招集逃散的人民，但另一方面就派五斗米道的張魯屯駐漢中，阻斷道路並殺害朝廷使者，託言道路受阻而不受朝命；另又藉詞殺害十多個益州豪強，包括李權、王咸等人。圖謀割據益州。
初平二年（191年）犍為郡太守任歧就與賈龍因不滿劉焉這樣的進取益州作為，一同反抗劉焉，當時北方起兵反董時，劉焉為了自守而拒絕參與，當時犍為太守任岐自稱將軍，與從事陳超舉兵攻打劉焉，失敗，董卓命趙謙說服賈龍，使其引兵攻打劉焉，劉焉派了青羌人抵禦，賈龍不敵被殺。